# نقاف (حبيش)

تعديل مصدري - تعديل

نقاف محلة تابعة لقرية الريسة، التابعة لعزلة بني معين بمديرية حبيش إحدى مديريات محافظة إب في الجمهورية اليمنية، بلغ تعداد سكانها 34 حسب تعداد اليمن لعام 2004.